# Wiktor Górka
Wiktor Górka (Bielsko-Biała, 30 de noviembre de 1922 - Varsovia, 13 de febrero de 2004) fue un ilustrador polaco.

## Biografía
Nacido en Bielsko-Biała, estudió la secundaria en su ciudad natal y en 1952, con 30 años, se licenció en diseño gráfico por la Academia de Bellas Artes de Cracovia. Terminaría especializándose en ilustración, de la mano de otros autores polacos importantes como Tadeusz Kantor, Jerzy Karolak y Jerzy Nowosielski. Tras graduarse estableció su estudio en Varsovia.
Ha sido figura clave en la escuela polaca de cartelismo, una corriente artística de la República Popular de Polonia que combinaba la estética de la pintura y la claridad de la publicidad. Dada las dificultades de diseñar cartelería comercial en un estado socialista, los diseños de Górka se valían de metáforas visuales para buscar la atención del espectador. A lo largo de su trayectoria diseñó más de 300 ilustraciones, campañas y portadas. Su trabajo más conocido fueron los carteles de cine para distribuidoras internacionales, en películas como Espartaco, The Great Escape, 2001: Odisea en el espacio y Cabaret entre otras. Su labor fue reconocida en 1989 con la Cruz de Caballero de la Orden Polonia Restituta.
En 1970, Górka viajó a Cuba junto a otros ilustradores polacos para organizar seminarios de ilustración. Posteriormente se estableció en México, donde ha ofrecido cátedras en distintas escuelas de arte, entre ellas la Academia de San Carlos de la Universidad Nacional Autónoma de México.
Falleció el 13 de febrero de 2004 en Varsovia, a los 81 años. Su tumba puede visitarse en el cementerio municipal de Bielsko-Biała.